# Bernd Hellmich
Bernd Hellmich (2 de junio de 1959) es un deportista de Alemania Oriental que compitió en biatlón. Ganó una medalla de oro en el Campeonato Mundial de Biatlón de 1982, en la prueba de relevos.

## Palmarés internacional
| Campeonato Mundial | Campeonato Mundial | Campeonato Mundial | Campeonato Mundial |
| Año                | Lugar              | Medalla            | Prueba             |
| ------------------ | ------------------ | ------------------ | ------------------ |
| 1982               | Minsk (URSS)       | Medalla de oro     | Relevo             |